# Palacio Casey
El Palacio Casey es el nombre con el cual se conoce a una de las antiguas residencias aristocráticas de la Avenida Alvear, en Buenos Aires. Su dirección exacta es Avenida Alvear 1690, y actualmente es la sede de la Comisión Nacional de Monumentos, de Lugares y de Bienes Históricos .
El edificio fue proyectado en la década de 1880 como residencia de Eduardo Casey, por el arquitecto Carlos Ryder. Se terminó hacia 1889, y fue diseñado en estilo academicista, que ha sido catalogado como "tardovictoriano", combinando en sus fachadas ladrillo visto y símil piedra. Poco tiempo después, con la bancarrota de Casey, pasó a manos de Vicente Casares.
Ya hacia 1910, siendo propiedad de Teodelina Lezica de Alvear, se le construyó una ampliación y una escalinata hacia su jardín interno. En 1930, fue adquirida por Adelia M. Harilaos de Olmos, con el objeto de ofrecerla como vivienda en su visita al Cardenal Pacelli (futuro Papa Pío XII). Finalmente, Pacelli terminó alojádose en la actual Nunciatura Apostólica.
En 1948 fue adquirido por el Estado Nacional, y desde 2021 es sede de la Comisión Nacional de Monumentos Históricos.